# アンリ・コルバン
アンリ・コルバン（Henry Corbin, 1903年4月14日生於パリ - 1978年10月7日没於パリ）は、フランスの哲学者、翻訳家、東洋学者。イランのイスラーム思想、その中でも特に、グノーシス主義的シーア派思想を出発点とする哲学を展開した。
また、スフラワルディー、モッラー・サドラー、ルーズビハーン、イブン・アラビーとその弟子、ハイダル・アーモリーといったスーフィーの古典文献の翻訳をした。また、その解釈を通してグローバル化の途中にある哲学の地平を少しずつ押し広げた。

## 生涯
アンリ・コルバンは、1903年4月14日にパリで生まれた。1922年に修道院付属の高校を卒業し、高等研究応用学校第五類に入学、1925年に哲学の学位を取得した。高等研究応用学校では、古代、中世のテキストを厳密に読む文献学的方法をエティエンヌ・ジルソンに学んだ。コルバンが取り組んだテキストの中にはラテン語翻訳されたアラブ人の思想も含まれており、後年のイスラーム思想研究においても文献学的に厳格な方法論が適用された。その後、東洋言語学校でアラビア語とサンスクリット語も学び、1928年に、16世紀スペインの詩人ルイス・デ・レオンの思想を通して見た禁欲主義、アウグスティヌス主義について論文をまとめ、高等研究学校を卒業した。
エティエンヌ・ジルソンとジャン・バリュジに学んでいた学生の頃のコルバンは、ルイ・マシニョンを介して「東洋の神智学」、スフラワルディーの思想に邂逅した。コルバンの生涯をかけた神智学の追究は、この邂逅により決定付けられた。また、コルバンはドイツに何度か足を運び、その後の1937年に、ハイデガー哲学のフランス語翻訳の最初の一冊となる « Qu'est-ce que la métaphysique ? » （形而上学とは何か？）を出版した。
1933年にコルバンは、ステラ・レナール（Stella Leenhardt, 1910-2003）と結婚した。ステラはアンリの業績すべてと密接に関わった。
1939年から1945年までの間は、アンスティチュ・フランセのイスタンブル支部に配属された。その後、同テヘラン支部のイラン学研究科の創設責任者になった。コルバンはテヘラン支部にイラン図書館（« Bibliothèque iranienne »）を設置した。同図書館は後に、イランの伝統文化に関する忘れられた古典作品を出版していくことになった。1954年にコルバンは、友人であり師でもあるルイ・マシニョンの後を継いで、高等学術研究院の「イスラーム主義及びアラブ人の宗教」研究所の長に指名された。1974年にはエルサレムの聖ヨハネ騎士団大学の比較宗教学研究国際センターの創設に携わり、アブラハムの三宗教の専門家たちの交流を図った。

コルバンは1949年から1976年まで、スイスのアスコーナで開かれるエラノス会議に毎回出席し、発表も計24回行った。この会議は、彼の哲学を練磨するための機会を毎年提供した。カール・グスタフ・ユングの知己を得たのも、この会議の期間中のことである。
| 「 | イランから来た巡礼者[コルバンのこと]は、『ヨブに答える』[1952年に刊行されたユングの著書]を読んで、イランから持ち帰った自分なりのヨブへの答えの意味がよりよく理解できた。コルバンは、『このエラノスにおいて』、この著者と知り合いになるべきだと確信した。 | 」 |

1970年から1973年の間には、ルガノの大学院相当の研究機関でも教えた。

## 研究テーマ
アンリ・コルバンは、ドイツの哲学者マルティン・ハイデガーの『形而上学とは何か』の内容を、それがドイツ国外にはあまり知られていなかった1937年から1938年の間に知り、そのフランス語翻訳を行った（Qu'est-ce que la Métaphysique?）。コルバン自身の言によれば、イスラーム神秘主義の注解に意を注ぐきっかけになったのは、ハイデガー思想が強調した「注解学的」« Herméneutique » 分析に触れたためである。
コルバンは、解釈学を通して、認識と知覚、示現能力としての想像上の世界と創造主の想像、霊的身体又は天上界、イマーム論、天使論、天国の神話といったテーマにアプローチした。コルバンによれば、これらのテーマは深いところでは、ある種の哲学に基づいて創造されたものであるといい、コルバンはその哲学を、啓典（アブラハムの宗教に神から下された啓示書）中のヘルメス主義に根ざした「預言者哲学」（philosophie prophétique）と名づけた。ヤーコプ・ベーメがキリスト教の枠内で論じた哲学がこの「預言者哲学」に相当する。「預言者哲学」は、人間の持つ、想像の力と理性の力を融和させることができる神智学のように理解されなければならないという。
コルバンは著作を通して、イスラーム哲学がヘレニズム哲学の枠内に留まるものではないことを示そうとした。さらに、スンナ派のイルム＝ル＝カラーム（神学）だけが、あるいは、スーフィズムだけがイスラーム哲学であるとする考えも誤りであり、イスラーム哲学はこれらを包含する広がりを持つことを示そうとした。また、ムスリムの哲学者がイブン・ルシュド（アヴェロエス）でその思索の歩みを止めてしまったという理解も誤りであることを示そうとした。コルバンによれば、イブン・ルシュドの死は、アラブのアリストテレス主義（逍遥学派）の終わりに過ぎず、水面下で交わされていたカラームとファルサファの対話の終了を意味するに過ぎない。従来の謬見に対して対照的に、イスラーム哲学は新しい飛躍をした。イスラーム哲学はアラブ世界を経てペルシア世界に受け継がれ、シハーブッディーン・ヤフヤー・スフラワルディーの著作をきっかけとして、ギリシア思想から得た思考法と世界観が否認されることなく、新しい命が吹き込まれ、可能性が十分に開花した。コルバンによると、スフラワルディー及びその弟子たちの東洋的神智学の基本的特徴は、「プラトン思想における元型（ἀρχέτυπον）の解釈を、ゾロアスター教的天使論（ヤザタ論）の述語を用いて行う」ことにあるという。
コルバンはまた、スフラワルディーとシーア派哲学の詳細な研究を通して、ゾロアスター教ないしマズダ教の宗教思想がイランのイスラームに対して影響を及ぼしていることを証明した。例えば、預言者到来の周期論とゾロアスター教の回帰的世界観がある。他にも終末論においては、「マフディー」の名で知られる隠れイマームに対して「サオシュヤント」が類似する。「サオシュヤント」はゾロアスター教の終末論における救世主であり、いつの日か再来すべき時が来たら、イランのいずれかの湖に出現するとされる（これらコルバンが著書の中で明らかにした、イランのシーア派イスラームの神話と、在来宗教の神話との類似に関しては、20世紀初頭ごろに近代イランの作家サーデグ・ヘダーヤトも多くの研究を残している。）。
コルバンはまた、シーア派的グノーシス主義とキリスト教的グノーシス主義の類似点の比較対照を行った。その対照作業は、特に、ハイダル・アーモリーに依拠し、福音記者ヨハネが到来を予言した慰め主とシーア派の隠れイマームとの同一視を点検することで進められた。あるいは、十二イマーム派の精髄的信仰、ワラーヤの世の永続と、フィオーレのヨアキムが説いた、聖霊と福音の世の預言による永続とを比較することで進められた。コルバンは、シーア派的グノーシス主義、キリスト教的グノーシス主義、ユダヤ教のカバラといった一神教の秘教思想の相違の比較研究に、ある特定の役割があると考えていた。それは、アブラハム的秘教主義（l'ésotérisme abrahamique）、あるいは、神秘思想の全教一致主義（l'œcuménisme spirituel）といった観念について、コルバンが注意深く言及することを許し、それにより、シーア派、キリスト教、ユダヤ教のように枝分かれした思想に単一性を取り戻す役割であって、世俗宗教とは対極にあるものであった。
西洋における世俗化と脱聖化は、ニヒリズムで最終段階に至ったように思われる。最終段階に至った世俗化と脱聖化は、限りある命の精神に、危機をもたらす。コルバンは、著作の主題である東洋思想が、このような危機に対する盾になりうると考えた。こうして最終的に、コルバンの著作は史的注解学の域を超えて新しい次元に到着した。コルバンの理解したシーア派秘教主義は、アブラハム的秘教主義を全体とする一部であって、そこに合流するものである。西洋の教条主義的神学理論は神をモノのように扱い、神（Dieu）を、教会の勢力が弱まり、プロテスタント諸派が世俗化した後には無神論により非難され続けるしかない「形而上的偶像」（至高存在, l'Être suprême）におとしめた。そのような教条主義的神学理論が齎した哲学の行き詰まりに活路を与えうる、いつの時代でも価値のある命題を問いかけるのが、コルバンにとってのシーア派秘教主義であった。

## 没後
アンリ・コルバンは、1978年10月にパリで亡くなった。彼に学んだ生徒の一人であるクリスティアン・ジャンベは、コルバンの思索の主要部分について、さらに推し進めている。ジャンベは、コルバンの秘教主義理解に疑問を呈するものではないが、秘教主義とは別に、伝統的なシーア派思想が、イラン・イスラーム革命の一側面である原理主義と分派主義の起源の理解には不可欠な教条主義的神学であるカラームをも包含することを明らかにした。